# Storekalsøy
Storekalsøy o Stora Kalsøy es una isla del municipio de Austevoll en la provincia de Hordaland, Noruega. Se ubica al noroeste de la isla de Hundvåko y al este del faro de Marstein. El norte de la isla es rocoso y con varias colinas. El punto más alto es el monte Mjuken. Las islas más pequeñas de Nautøya y Spissøya están al este de Stora Kalsøy.  Las islas de Horgo, Møkster y Litla Kalsøya están al sur de Stora Kalsøy.
La población se concentra en la costa sur y este. El principal centro urbano es la villa de Bakkasund, sede de la capilla de Store-Kalsøy. En el 2001 tenía 167 habitantes.